# WTA de Estocolmo
O WTA de Estocolmo – ou Nordea Nordic Light Open, na última edição – foi um torneio de tênis profissional feminino, de nível WTA Tier IV.
Realizado em Estocolmo, capital da Suécia, estreou em 1975, teve dois hiatos e durou oito edições, no total. Os jogos eram disputados em quadras duras durante o mês de julho. Depois de 2008, foi substituído pelo WTA de Båstad.

## Finais

### Simples
| Ano                                     | Campeã              | Vice-campeã        | Resultado     |
| --------------------------------------- | ------------------- | ------------------ | ------------- |
| 2008                                    | Caroline Wozniacki  | Vera Dushevina     | 6–0, 6–2      |
| 2007                                    | Agnieszka Radwańska | Vera Dushevina     | 6–1, 6–1      |
| 2006                                    | Zheng Jie           | Anastasia Myskina  | 6–4, 6–1      |
| 2005                                    | Katarina Srebotnik  | Anastasia Myskina  | 7–5, 6–2      |
| 2004                                    | Alicia Molik        | Tatiana Perebiynis | 6–1, 6–1      |
| Torneio não realizado entre 2003 e 1981 |                     |                    |               |
| 1980                                    | Hana Mandlíková     | Bettina Bunge      | 6–1, 6–4      |
| 1979                                    | Billie Jean King    | Betty Stöve        | 6–3, 6–7, 7–5 |
| Torneio não realizado entre 1978 e 1976 |                     |                    |               |
| 1975                                    | Virginia Wade       | Françoise Dürr     | 6–3, 4–6, 7–5 |

### Duplas
| Ano                                     | Campeãs                                        | Vice-campeãs                             | Resultado        |
| --------------------------------------- | ---------------------------------------------- | ---------------------------------------- | ---------------- |
| 2008                                    | Iveta Benešová Barbora Záhlavová-Strýcová      | Petra Cetkovská Lucie Šafářová           | 7–5, 6–4         |
| 2007                                    | Anabel Medina Garrigues Virginia Ruano Pascual | Chan Chin-wei Tetiana Luzhanska          | 6–1, 5–7, [10–6] |
| 2006                                    | Eva Birnerová Jarmila Gajdošová                | Yan Zi Zheng Jie                         | 0–6, 6–4, 6–2    |
| 2005                                    | Émilie Loit Katarina Srebotnik                 | Eva Birnerová Mara Santangelo            | 6–4, 6–3         |
| 2004                                    | Alicia Molik Barbara Schett                    | Emmanuelle Gagliardi Anna-Lena Grönefeld | 6–3, 6–3         |
| Torneio não realizado entre 2003 e 1981 |                                                |                                          |                  |
| 1980                                    | Mima Jaušovec Virginia Ruzici                  | Hana Mandlíková Betty Stöve              | 6–2, 6–1         |
| 1979                                    | Betty Stöve Wendy Turnbull                     | Billie Jean King Ilana Kloss             | 7–5, 7–6         |
| Torneio não realizado entre 1978 e 1976 |                                                |                                          |                  |
| 1975                                    | Françoise Dürr Betty Stöve                     | Evonne Cawley Virginia Wade              | 6–3, 6–4         |